# Theresa Saldana
Pour les articles homonymes, voir Saldana.
Theresa Saldana  est une actrice américaine née le 20 août 1954 à Brooklyn (New York) et morte le 6 juin 2016 à Los Angeles (Californie).
Révélée au cinéma par les films Crazy Day (1978) et Raging Bull (1980), elle est surtout connue pour son rôle de Rachel Scali dans la série télévisée des années 1990, L'As de la crime (The Commish). 

## Biographie

### Enfance
Theresa Saldana est née dans le quartier Brooklyn à New York. Enfant, elle a pris des cours de danse et s'est inscrite à des cours de théâtre à l'âge de douze ans.

### Agression
Le 15 mars 1982, Theresa a été attaquée par Arthur Richard Jackson, un vagabond de 46 ans originaire d'Aberdeen en Écosse. Jackson était obsédé par elle après l'avoir vue dans des films comme Raging Bull en 1980. Il obtint le numéro de téléphone privée de sa victime grâce à l'aide d'un enquêteur privé. Il appela ensuite sa mère en se faisant passer pour l'assistant de Martin Scorsese, déclarant qu'il avait besoin de l'adresse résidentielle de Theresa  pour la contacter afin de remplacer une actrice dans un rôle dans un film en Europe. Jackson s'approcha de Theresa devant sa résidence de West Hollywood et la poignarda dix fois dans le torse avec un couteau de 14 centimètres, la tuant presque. L'attaque ne fut interrompue que lorsqu'un livreur, Jeff Fenn, est intervenu après avoir entendu des cris. Theresa s'est rétablie après quatre heures de chirurgie et quatre mois à l'hôpital Motion Picture de Los Angeles. Cette histoire est racontée dans le téléfilm Victims for Victims: The Theresa Saldana Story. Jackson purgea quatorze ans de prison et, lorsqu'il sortit, fit des menaces contre Theresa et Jeff Fenn. Il fut extradé au Royaume-Uni en 1996 et mourut d'une insuffisance cardiaque en 2004.
Theresa Saldana est l'auteure du livre Beyond Survival dans lequel elle raconte son expérience de l'attentat et ses suites. Elle a fondé l'organisme Victims for Victims qui vient en aide aux victimes d'attentat aux États-Unis.

### Décès
Theresa Saldana meurt à l'âge de 61 ans au centre médical Cedars-Sinaï de Los Angeles (Californie). Si les causes de sa mort n'ont pas été officiellement divulguées, certaines sources parlent de pneumonie. 

### Vie privée et engagements personnels
Theresa Saldana a été mariée avec Alfredo (Fred) Feliciano de 1979 à 1986, puis avec l'acteur Phil Peters, de 1989 à sa mort. Le couple a eu une fille, Tianna, en 1989.
Elle s'est consacrée à aider les victimes d'agression, après avoir elle-même survécu à une attaque au couteau d'un harceleur en 1982.

## Filmographie

### Cinéma
- 1978 : Crazy Day (I Wanna Hold Your Hand) : Grace Corrigan
- 1978 : Nunzio : Maryann
- 1980 : Les Massacreurs de Brooklyn (Defiance) : Marsha
- 1980 : Home Movies : Judy
- 1980 : Raging Bull de Martin Scorsese : Lenore
- 1984 : L'Enfer de la violence (The Evil That Men Do) : Rhiana Hidalgo / Nancy
- 1988 : The Night Before (en) : Rhonda
- 1989 : Of Men and Angels : Maria
- 1990 : Angel Town : Maria
- 1990 : Double Revenge : Angie Corello
- 1999 : Carlo's Wake : Theresa Brock
- 2004 : Gang Warz : Carmela Cruz
- 2004 : Paradise : Maria

### Télévision

#### Téléfilms
- 1980 : Sophia Loren (Sophia Loren: Her Own Story) : Maria
- 1983 : American Playhouse : Miss Lonelyhearts : « Pregnant Again »
- 1987 : Juvi : Laura
- 1987 : Police 2000 : Angela Brown
- 1993 : Shameful Secrets : Rachel Morales
- 1995 : The Commish: In the Shadow of the Gallows : Rachel Scali
- 1996 : Victime du silence (She Woke Up Pregnant) : Doris Cantore
- 1999 : Chasseurs de frissons (The Time Shifters) : Cortez
- 2000 : La Confiance des chevaux (Ready to Run) : Sonja Ortiz

#### Séries télévisées
- 1970 : La Force du destin (All My Children) : Christina Vargas
- 1987 : Hunter - Season 3, Episode 17 - (Any Second Now) : Pianiste Jennifer Hartman
- 1987 : Santa Barbara : Carlotta Quivar
- 1989 : MacGyver, épisode Le Trésor de Manco (5.15 ) : Maria
- 1990 : Capitaine Planète (Captain Planet and the Planeteers) : Mame Slaughter (voix)
- 1991-1996 : L'As de la crime (The Commish) : Rachel Scali

## Distinctions

### Récompenses
- Bravo Awards 1996  : Meilleure actrice de série télévisée dans un crossover pour L'As de la crime.

### Nominations
- Golden Globes 1994 : Meilleur second rôle féminin dans une série pour L'As de la crime ;
- ALMA Awards 1998 : Meilleure actrice dans un soap opera pour La Force du destin.